# 埃希采尔
埃希采尔是德国黑森州的一个市镇。总面积37.61平方公里，总人口5730人，其中男性2884人，女性2846人（2011年12月31日），人口密度152人/平方公里。